# Alan Rough
Alan Roderick Rough (ur. 25 listopada 1951 w Glasgow) – szkocki piłkarz występujący na pozycji bramkarza.

## Kariera klubowa
Rough zawodową karierę rozpoczynał w 1969 roku w klubie Partick Thistle ze Scottish First Division. W 1970 roku spadł z nim do Scottish Second Division. Po roku powrócił z zespołem do Scottish First Divison. W 1972 roku zdobył z nim Puchar Ligi Szkockiej. W 1975 roku spadł z klubem do nowo utworzonej Division One, a w 1976 roku awansował z nim do Premier Division. Przez 13 lat w barwach Partick Tihstle Rough rozegrał 410 spotkań.
W 1982 roku odszedł do Hibernianu, również grającego w Premier Division. W 1985 roku dotarł z zespołem do finału Pucharu Ligi Szkockiej, jednak Hibernian przegrał tam 0:3 z Aberdeen. W Hibernianie Rough spędził 6 lat. W sumie zagrał tam w 175 meczach.
W 1988 roku przeniósł się do amerykańskiego Orlando Lions. W tym samym roku powrócił do Szkocji, gdzie został graczem Celtiku. Potem grał w zespołach Hamilton Academical oraz Ayr United, gdzie w 1990 roku zakończył karierę.

## Kariera reprezentacyjna
W reprezentacji Szkocji Rough zadebiutował 7 kwietnia 1976 roku w wygranym 1:0 towarzyskim meczu ze Szwajcarią. W 1978 roku został powołany do kadry narodowej na mistrzostwa świata. Zagrał na nich w pojedynkach z Peru (1:3), Iranem (1:1) oraz Holandią (3:2). Z tamtego turnieju Szkocja odpadła po fazie grupowej.
W 1982 roku Rough ponownie znalazł się w kadrze na mistrzostwa świata. Wystąpił tam w meczach z Nową Zelandią (5:2), Brazylią (1:4) oraz Związkiem Radzieckim (2:2). Tamten mundial Szkocja ponownie zakończyła na fazie grupowej.
W 1986 roku Rough po raz trzeci pojechał na mistrzostwa świata. Nie zaliczył tam jednak żadnego pojedynku, a Szkocja po raz kolejny odpadła z turnieju po fazie grupowej. W latach 1976–1986 w drużynie narodowej Rough rozegrał w sumie 53 spotkania.